# NGC 4284
NGC 4284 је спирална галаксија у сазвежђу Велики медвед која се налази на NGC листи објеката дубоког неба.
Деклинација објекта је + 58° 5' 36" а ректасцензија 12h 20m 12,8s. Привидна величина (магнитуда) објекта NGC 4284 износи 13,6 а фотографска магнитуда 14,4. Налази се на удаљености од 67,687 милиона парсека од Сунца. NGC 4284 је још познат и под ознакама UGC 7393, MCG 10-18-26, CGCG 293-11, KCPG 329A, PGC 39775.